# Geniostemon
Geniostemon es un género con cinco especies de plantas con flores perteneciente a la familia Gentianaceae.

## Taxonomía
El género fue descrito por Engelm. & A.Gray y publicado en Proceedings of the American Academy of Arts and Sciences 16: 104. 1881.

## Especies aceptadas
A continuación se brinda un listado de las especies del género Geniostemon aceptadas hasta marzo de 2014, ordenadas alfabéticamente. Para cada una se indica el nombre binomial seguido del autor, abreviado según las convenciones y usos.
- Geniostemon atarjanum B.L.Turner
- Geniostemon coulteri Engelm. & A.Gray
- Geniostemon gypsophilum B.L.Turner
- Geniostemon rotundifolius
- Geniostemon schaffneri Engelm. & A.Gray